# مريديث براون
مريديث براون (بالإنجليزية: Meredith Braun)‏ هي مغنية نيوزيلندية، ولدت في 1973 في أوكلاند في نيوزيلندا.

## وصلات خارجية
- مريديث براون على موقع IMDb (الإنجليزية)
- مريديث براون على موقع ميوزك برينز (الإنجليزية)
- مريديث براون على موقع ديسكوغز (الإنجليزية)
- مريديث براون على موقع قاعدة بيانات الفيلم (الإنجليزية)